# Niha (ville)
Pour les articles homonymes, voir Niha.
Niha (en arabe : نيحا) est une ville du district du Chouf, au Liban. Le chanteur Wadih Al-Safi y est né.
Le village se situe sur le parcours du sentier de grande randonnée « Lebanon Mountain Trail » dont il constitue une étape.